# Typ Optional
Typ opcjonalny – typ polimorficzny występujący w niektórych językach programowania. Pozwala określić, czy obiekt lub zmienna mają określoną wartość, czy też nie. Służy do wyraźnego i bezpiecznego modelowania przypadków, w których brak wartości jest dopuszczalny, eliminując konieczność używania specjalnych wskaźników braku danych, takich jak null itp.
Obiekt, który może przyjąć taką wartość powinien zostać zadeklarowany jako typ Optional. Dzięki tego rodzaju deklaracji kod staje się bardziej ekspresywny, intencja wyraźnie wskazana, a obsługa braku wartości wymuszona, zmniejszając ryzyko błędów.

## Przykłady

### Język Swift
W języku Swift typ Optional deklaruje się za pomocą znaku ?:
```
var
 
przykladowyTypOptional
:
 
String
?

//W tym momencie przykladowyTypOptional przyjmuje wartość nil

przykladowyTypOptional
 
=
 
"Tekst"

//W tym momencie przykladowyTypOptional przyjmuje wartość "Tekst"

var
 
optionalInt
:
 
Int
?

//W tym momencie optionalInt przyjmuje wartość nil

optionalInt
 
=
 
1234

//W tym momencie optionalInt przyjmuje wartość 1234

```

W przypadku wymuszonego rozpakowania należy przyjąć warunek, że typ Optional nie przechowuje wartości nil, ponieważ kod próbuje uzyskać dostęp do wartości niezależnie od tego, czy ta istnieje. Jeżeli zmienna lub stała typu Optional przechowuje wartość nil, program ulegnie awarii w trakcie działania. Wymuszone rozpakowanie realizuje się za pomocą symbolu !.
```
var
 
TypOptional
:
 
String
?

TypOptional
 
=
 
"Tekst"

let
 
constString
 
=
 
TypOptional
!

```

Za pomocą dołączania typu Optional można sprawdzić, czy zmienna lub stała typu Optional zawiera wartość. Jeśli tak, wartość ta może zostać przypisana do innej zmiennej lub stałej. Dołączanie typu Optional stosuje się według następującego schematu::
```
if
 
let
 
stalaTymczasowa
 
=
 
typOptional
{

    
//tu można wykonać pewne działania ze stalaTymczasowa

}
 
else
 
{

    
//typ Optional nie zawiera wartości, tzn. zawiera wartość nil. Wykonany zostanie wiersz poleceń umieszczonych w tym miejscu. 

}

```

### Język C++
W języku C++ od wersji 17 istnieje typ szablonowy std::optional<T>.

### Język Rust
W języku Rust typ opcjonalny definiuje się jako enum Option<T> { None, Some(T) }, gdzie None informuje o braku wartości, zaś Some zawiera wartość.

### Język Java
W języku Java typ opcjonalny definiuje się za pomocą klasy Optional, która jest częścią pakietu java.util. Jest to typ generyczny, który może przechowywać wartość lub wskazywać, że jest ona nieobecna.
```
Optional
<
String
>
 
optionalValue
 
=
 
Optional
.
of
(
"Hello"
);

```

Wartości mogą być również zadeklarowane jako opcjonalne, przy czym Optional.empty() reprezentuje brak wartości. Aby sprawdzić obecność wartości, używa się metody isPresent() lub nowszej ifPresent():
```
optionalValue
.
ifPresent
(
value
 
->
 
System
.
out
.
println
(
"Hello"
));

```

Można także używać metod takich jak orElse() do podania domyślnej wartości, jeśli Optional jest pusty:
```
String
 
rezultat
 
=
 
optionalValue
.
orElse
(
"Wartość domyślna"
);

```

### Język Scala
W języku Scala używa się typu Option. Może on przyjąć dwie formy: Some (z wartością) lub None (brak wartości):
```
val
 
imie
:
 
Option
[
String
]
 
=
 
Some
(
"Alicja"
)

val
 
brakImienia
:
 
Option
[
String
]
 
=
 
None

```